# 425 до н. е.

## Події
- Військовими трибунами з консульською владою у Римській республіці були обрані Авл Семпроній Атратін, Луцій Фурій Медуллін, Луцій Квінкцій Цинціннат, Луцій Горацій Барбат. Відбулося завершення Другої війни між Римською республікою та містом Вейї.
- Завоювання афінянами Сфактерії — битва на острові Сфактерія.

### Астрономічні явища
- 30 квітня. Часткове сонячне затемнення.[1]
- 23 жовтня. Часткове сонячне затемнення.[1]

## Померли
- Артаксеркс I — цар Персії, син Ксеркса.
- (бл.) Геродот — давньогрецький історик, «батько історії».